# Lycée hébraïque Herzliya
Le lycée hébraïque Herzliya (en hébreu : הגימנסיה העברית הרצליה, le Gymnasium Hertzliya) est une école fondée en 1905 par Yehuda Leib Matmon-Cohen à Jaffa. Le nom de l'école rappelle le souvenir de Theodor Herzl.

## Histoire
Le bâtiment est construit sur un terrain mis à disposition par le KKL et grâce à la contribution financière du mécène juif anglais, le juge Yaakov Muzer.
L'école Herzliya acquiert rapidement un véritable nom au sein du Yishouv, comme centre culturel, pédagogique et publique.
C'est elle qui publie les premiers livres scolaires en hébreu dans les domaines des mathématiques, de la physique, de la chimie et des sciences-naturelles. Pour la majorité des professeurs qui y enseignent, leur renommée est reconnue parmi la population. Durant la Première Guerre mondiale, l'école Herzliya voit le départ forcé de ses 120 élèves, à la suite du renvoi de la population juive de Palestine par les Ottomans. Elle ne rouvre, en 1917, qu'avec l'arrivée des Britanniques à Tel-Aviv. Le bâtiment est détruit en 1962. À son emplacement se dresse aujourd'hui la Tour Shalom Meir.
Nombreux parmi les membres de Hashomer, de la Haganah et du Palmach suivirent leurs études sur les bancs de l'école Herzliya.
Depuis l'été 2008, le directeur de l'école est Zeev Dgannie.

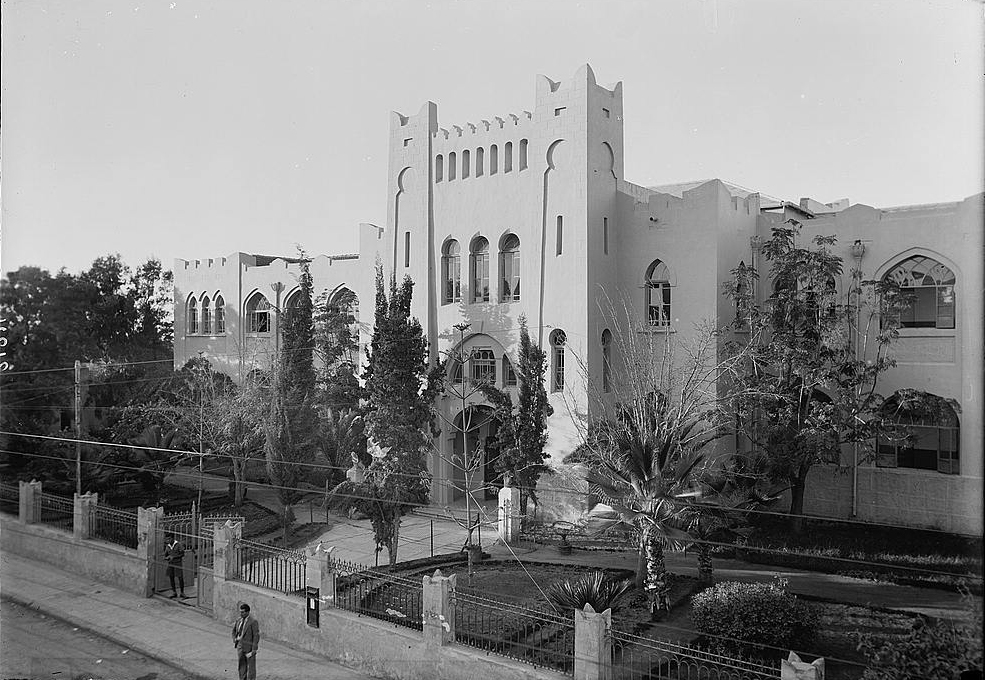
École Herzliya en 1936.

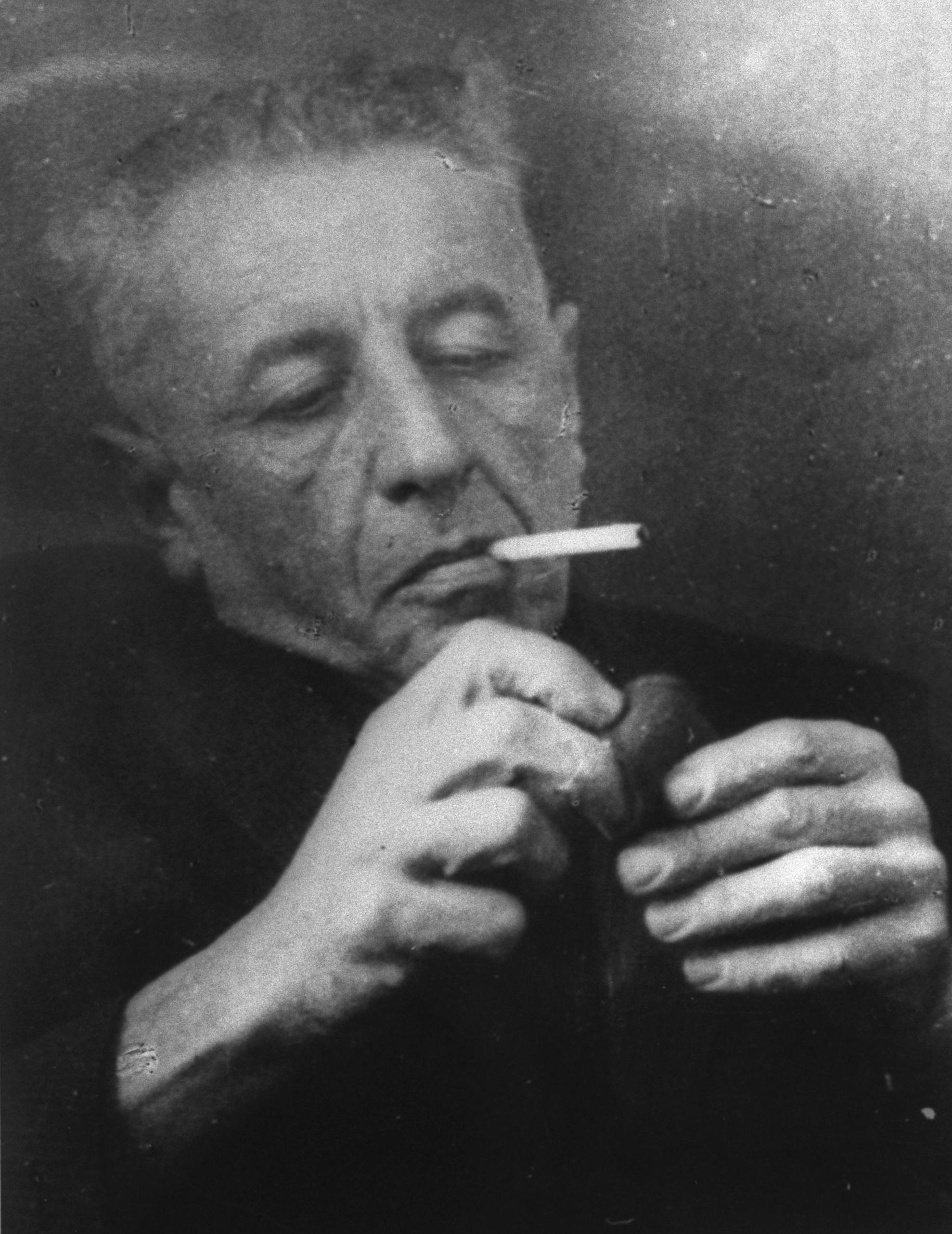
Nathan Alterman.

## Personnalités
- Nathan Alterman (1910-1970), écrivain[1]
- Netiva Ben-Yehuda (1928-2011), écrivain
- Miriam Bernstein-Cohen (1895-1991), actrice
- Aron Brand, médecin
- Yitzhak Danziger (1916-1977), sculpteur
- Ada Feinberg-Sereni (1930-), femme politique
- Nachum Gutman (1898-1980), peintre
- Ron Huldai, homme politique
- Yaron London (1940), acteur
- Aharon Megged, écrivain
- Moshe Menuhin, (1893-1983), auteur
- Yuval Ne'eman (1925-2006), physicien
- Elyakum Ostashinski, homme politique
- Moshé Sharett (1894-1965), homme politique
- Abraham Shlonsky (1900-1973), poète
- Giora Spiegel (né en 1947), footballeur
- Avigdor Stematsky (1908-1989), peintre
- Yemima Tchernovitz-Avidar (1909-1998), auteur
- Yacov Levy (1894-1956), auteur, historien[2]
- Yaïr Lapid, journaliste et homme politique
- Avraham Granot, homme politique